# Canton de Liffré
Le canton de Liffré est une circonscription électorale française située dans le département d'Ille-et-Vilaine et la région Bretagne.

## Représentation

### Conseillers d'arrondissement (de 1833 à 1940)
| Période                                  | Période      | Identité               | Étiquette               | Qualité |
| ---------------------------------------- | ------------ | ---------------------- | ----------------------- | --- |
| 1833                                     | 1839         | Yves Julien Guyot      |                         | Juge de paix et avocat à Liffré                                                                             |
| 1839                                     | 1845         | Jean Louis Guérin      |                         | Maire de Livré-sur-Changeon                                                                                 |
| 1845                                     | 1848         | Yves Julien Guyot      |                         | Juge de paix et avocat à Liffré                                                                             |
|                                          |              |                        |                         | |
| avant 1889                               | 1895 (décès) | Eugène Delahaye        | Républicain             | Propriétaire à La Bouëxière                                                                                 |
|                                          |              |                        |                         | |
| 1907                                     | 1910         | Jean-Marie Pavy        | RG                      | Agriculteur, maire de La Bouëxière                                                                          |
|                                          |              |                        |                         | |
| 10 déc. 1911                             | 1925         | Charles Gesbert        | RG                      | Marchand de bestiaux, conseiller municipal de La Bouëxière                                                  |
| 1925                                     | 1937         | Victor Besneux         | Radical                 | Horloger, maire de Liffré, président du conseil d'arrondissement (1931-1937)                                |
| 1937                                     | 1940         | Philibert de Parthenay | Républicain indépendant | Notaire, maire d'Ercé-près-Liffré                                                                           |
| 1940                                     |              |                        |                         | Les conseils d'arrondissement ont été suspendus par la loi du 12 octobre 1940 et n'ont jamais été réactivés |
| Les données manquantes sont à compléter. |              |                        |                         | |

### Conseillers généraux de 1833 à 2015
De 1833 à 1848, il y eut un seul élu pour les cantons de Châteaugiron et de Liffré :
- Jean-Baptiste Mancel, élu le 1er décembre 1833 ;
- Paul-Charles Hardouin, maire de Noyal-sur-Vilaine, le 7 mai 1837.

| Période         | Période      | Identité                             | Étiquette                            | Qualité |
| --------------- | ------------ | ------------------------------------ | ------------------------------------ | --- |
| 1833            | 1837         | Jean-Baptiste Mancel                 |                                      | Ancien conseiller de préfecture, à Rennes |
| 1837            | 1848         | Paul-Charles Hardouin                |                                      | Propriétaire, maire de Noyal-sur-Vilaine |
| 1848            | 1880         | François-Julien Lefas                | Républicain                          | Avocat à Rennes, maire d'Ercé-près-Liffré |
| 1880            | 1899 (décès) | Eugène Mathieu Gréset                | Républicain                          | Ancien chef d'escadron d'artillerie |
| 1900            | 1901         | François-Julien Lefas                | Républicain                          | Maire d'Ercé-près-Liffré |
| 1901            | 1908 (décès) | François Marie, dit Francis Guézille | Républicain                          | Négociant en épicerie Maire de Liffré (?-1908) |
| 1908            | 1910         | Jules Delalande                      | RG                                   | Notaire à Liffré |
| 1910            | 1911 (décès) | Jean-Marie Pavy père (1845-1911)     | RG                                   | Négociant, agriculteur Maire de La Bouëxière (1895-1911) Conseiller d'arrondissement (1907-1910)                                                       |
| 1911            | 1922         | Jules Delalande                      | RG                                   | Notaire à Liffré |
| 1922            | 1940         | Jean-Marie Pavy fils (1877-1962)     | URD                                  | Négociant, agriculteur Maire de La Bouëxière (1911-1962) Nommé conseiller départemental en 1943                                                        |
|                 |              |                                      |                                      | |
| 1945            | 1961         | Jean-Marie Pavy fils (1877-1962)     | (Républicain démocrate) RPF puis DVD | Négociant Maire de La Bouëxière (1911-1962) |
| 1961            | 1965 (décès) | Jean Vincent (1903-1965)             | UNR                                  | Agriculteur Maire de Liffré (1947-1965) |
| 7 novembre 1965 | 1979         | Jean Pavy (1922-1988)                | CNIP                                 | Entrepreneur Maire de La Bouëxière (1962-1971) |
| 1979            | 1992         | Clément Théaudin                     | PS                                   | Directeur d'école Député d'Ille-et-Vilaine (1981-1988) Maire de Liffré (1983-2008)                                                                     |
| 1992            | 1998         | Francis Havard                       | UDF-CDS puis FD                      | Directeur de centre social Maire-adjoint (1989-2001) puis maire (2001-2008) de La Bouëxière Suppléant de la députée Marie-Thérèse Boisseau (1993-2002) |
| 1998            | 2015         | Clément Théaudin                     | PS                                   | Député d'Ille-et-Vilaine (1981-1988) Maire de Liffré (1983-2008)                                                                                       |

### Représentation à partir de 2015
| Période élective | Période élective | Mandat | Mandat   | Identité               | Nuance | Nuance | Qualité |
| ---------------- | ---------------- | ------ | -------- | ---------------------- | ------ | ------ | --- |
| 2015             | 2021             | 2015   | 2021     | Isabelle Courtigné     |        | PS     | Mère au foyer Première adjointe au maire de Dourdain (2014-2016) Vice-présidente de Liffré-Cormier Communauté (2014-2020) Maire de Dourdain (2020-2023) |
| 2015             | 2021             | 2015   | 2021     | Bernard Marquet        |        | PS     | Cadre Conseiller municipal d'Acigné (2014-2020) |
| 2021             | 2028             | 2021   | en cours | Isabelle Courtigné     |        | PS     | Maire de Dourdain (2020-2023) |
| 2021             | 2028             | 2021   | en cours | Jean-Michel Le Guennec |        | PS     | Ancien directeur régional de France-Télévisions Conseiller municipal (opposition) de Thorigné-Fouillard                                                 |

### Résultats détaillés

#### Élections de mars 2015
À l'issue du 1er tour des élections départementales de 2015, deux binômes sont en ballottage : Isabelle Courtigné et Bernard Marquet (PS, 36,44 %) et Nathalie Davault et Hervé Picard (Union de la Droite, 24,14 %). Le taux de participation est de 53,58 % (13 159 votants sur 24 559 inscrits) contre 50,9 % au niveau départemental et 50,17 % au niveau national.
Au second tour, Isabelle Courtigné et Bernard Marquet (PS) sont élus avec 58,86 % des suffrages exprimés et un taux de participation de 50,56 % (6 698 voix pour 12 418 votants et 24 559 inscrits).

#### Élections de juin 2021
Le premier tour des élections départementales de 2021 est marqué par un très faible taux de participation (33,26 % au niveau national). Dans le canton de Liffré, ce taux de participation est de 39,1 % (10 540 votants sur 26 957 inscrits) contre 34,85 % au niveau départemental. À l'issue de ce premier tour, deux binômes sont en ballottage : Isabelle Courtigné et Jean-Michel Le Guennec (PS, 56,21 %) et Gaël Lefeuvre et Aude Maheo (binôme écologiste, 31,38 %).
Le second tour des élections est marqué une nouvelle fois par une abstention massive équivalente au premier tour. Les taux de participation sont de 34,36 % au niveau national, 34,98 % dans le département et 36,44 % dans le canton de Liffré. Isabelle Courtigné et Jean-Michel Le Guennec (PS) sont élus avec 100 % des suffrages exprimés (7 483 voix pour 9 826 votants et 26 965 inscrits),,. 

## Composition

### Composition avant 2015
Le canton de Liffré regroupait huit communes.
| Nom                    | Code Insee | Codepostal | Superficie (km2) | Population (dernière pop. légale) | Densité (hab./km2) |
| ---------------------- | ---------- | ---------- | ---------------- | --------------------------------- | ------------------ |
| Liffré (chef-lieu)     | 35152      | 35340      | 66,86            | 7 041 (2012)                      | 105                |
| La Bouëxière           | 35031      | 35340      | 49,68            | 3 983 (2012)                      | 80                 |
| Chasné-sur-Illet       | 35067      | 35250      | 9,47             | 1 476 (2012)                      | 156                |
| Dourdain               | 35101      | 35450      | 13,80            | 1 087 (2012)                      | 79                 |
| Ercé-près-Liffré       | 35107      | 35340      | 15,78            | 1 759 (2012)                      | 111                |
| Livré-sur-Changeon     | 35154      | 35450      | 26,37            | 1 674 (2012)                      | 63                 |
| Saint-Sulpice-la-Forêt | 35315      | 35250      | 6,72             | 1 427 (2012)                      | 212                |
| Thorigné-Fouillard     | 35334      | 35235      | 13,58            | 7 526 (2012)                      | 554                |

Le territoire cantonal n'incluait aucune commune supprimée après 1795 dans son territoire antérieur à 2015.

### Composition depuis 2015
Depuis les élections départementales de 2015, le canton de Liffré regroupe neuf communes entières.
| Nom                            | Code Insee | Intercommunalité             | Superficie (km2) | Population (dernière pop. légale) | Densité (hab./km2) | Modifier                                    |
| ------------------------------ | ---------- | ---------------------------- | ---------------- | --------------------------------- | ------------------ | ------------------------------------------- |
| Liffré (bureau centralisateur) | 35152      | CC Liffré-Cormier Communauté | 66,86            | 8 987 (2022)                      | 134                | modifier les données · modifier les données |
| Acigné                         | 35001      | Rennes Métropole             | 29,55            | 6 911 (2022)                      | 234                | modifier les données · modifier les données |
| La Bouëxière                   | 35031      | CC Liffré-Cormier Communauté | 49,68            | 4 602 (2022)                      | 93                 | modifier les données · modifier les données |
| Brécé                          | 35039      | Rennes Métropole             | 7,16             | 2 185 (2022)                      | 305                | modifier les données · modifier les données |
| Chasné-sur-Illet               | 35067      | CC Liffré-Cormier Communauté | 9,47             | 1 702 (2022)                      | 180                | modifier les données · modifier les données |
| Dourdain                       | 35101      | CC Liffré-Cormier Communauté | 13,80            | 1 225 (2022)                      | 89                 | modifier les données · modifier les données |
| Ercé-près-Liffré               | 35107      | CC Liffré-Cormier Communauté | 15,78            | 2 010 (2022)                      | 127                | modifier les données · modifier les données |
| Saint-Sulpice-la-Forêt         | 35315      | Rennes Métropole             | 6,72             | 1 557 (2022)                      | 232                | modifier les données · modifier les données |
| Thorigné-Fouillard             | 35334      | Rennes Métropole             | 13,58            | 8 631 (2022)                      | 636                | modifier les données · modifier les données |
| Canton de Liffré               | 3513       |                              | 212,60           | 37 810 (2022)                     | 178                | modifier les données                        |

## Démographie

### Démographie avant 2015
| 1962  | 1968  | 1975   | 1982   | 1990   | 1999   | 2006   | 2011   | 2012   |
| ----- | ----- | ------ | ------ | ------ | ------ | ------ | ------ | ------ |
| 8 281 | 8 537 | 10 899 | 14 722 | 18 713 | 22 235 | 24 319 | 25 360 | 25 973 |

### Démographie depuis 2015
En 2022, le canton comptait 37 810 habitants, en évolution de +8,44 % par rapport à 2016 (Ille-et-Vilaine : +5,46 %, France hors Mayotte : +2,11 %).
| 2013   | 2018   | 2022   |
| ------ | ------ | ------ |
| 33 147 | 35 655 | 37 810 |